# 4-й авиационный корпус дальней бомбардировочной авиации
4-й авиационный корпус дальней бомбардировочной авиации (4-й ак ДБА) — соединение Военно-Воздушных сил (ВВС) РККА, созданное для нанесения ударов в стратегической глубине обороны противника.

## Наименования корпуса

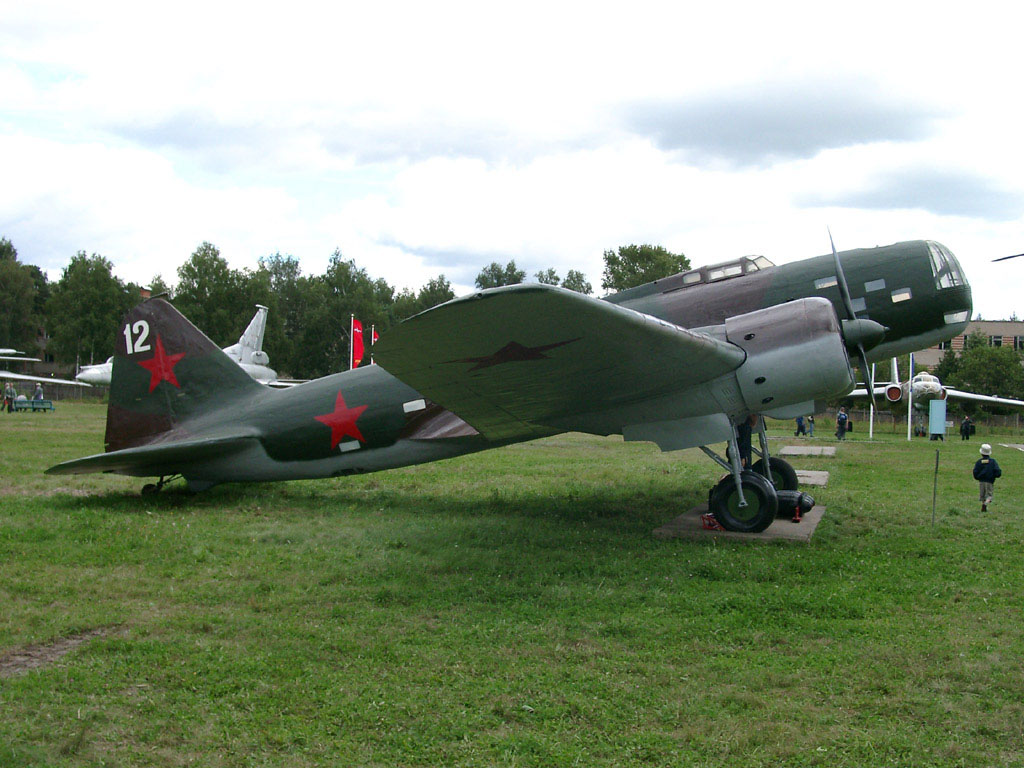
Самолет ДБ-3, стоящий на вооружении полков дивизии

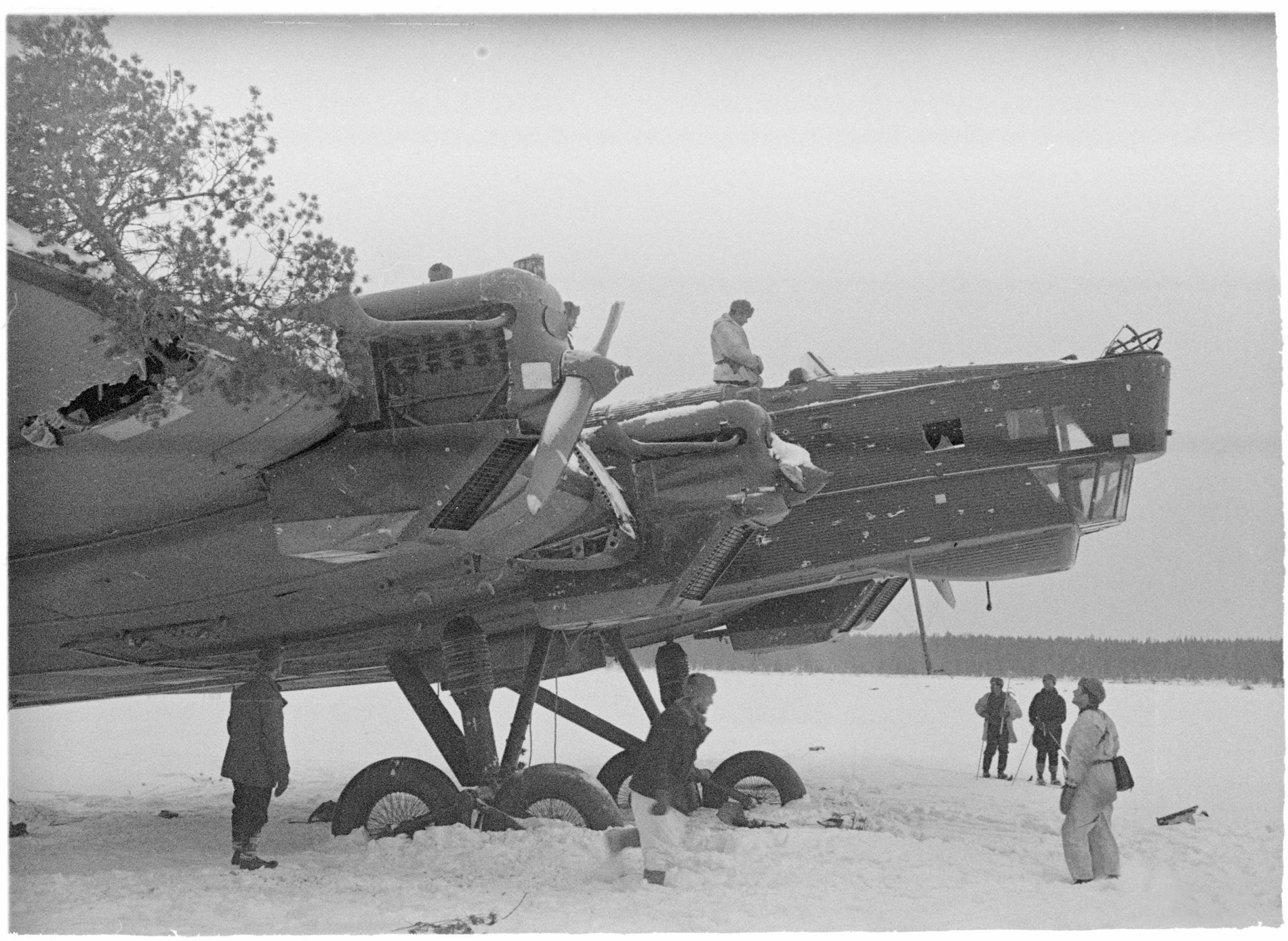
Самолет ТБ-3, стоящий на вооружении 14-го авиаполка

- 4-й авиационный корпус дальней бомбардировочной авиации/

## Боевой путь корпуса
4-й авиационный корпус дальней бомбардировочной авиации сформирован 05 ноября 1940 года Постановлением Совета Народных Комиссаров Союза ССР № № 2265-977сс 5 ноября 1940 г. «О Военно-Воздушных Силах Красной Армии», согласно которому в целях повышения специальной подготовки дальнебомбардировочной авиации, соответствующей возлагаемым на неё задачам:
- дальнебомбардировочные авиационные полки, вооруженные самолётами ТБЗ, ТБ-7 и ДБЗ, выделить в самостоятельные дальнебомбардировочные дивизии в составе трех дальнебомбардировочных авиационных полков;
- дальнебомбардировочные авиационные дивизии именовать: авиационными дивизиями Дальнего Действия;
- авиационные дивизии ДД в учебно-строевом отношении подчинить Начальнику Главного управления ВВС Красной Армии, а в административно-хозяйственном отношений — Командующим войсками военных округов, на территории которых они будут дислоцированы.
- для руководства боевой и специальной подготовкой дивизий образовать в составе ГУВВС Управление дальнебомбардировочной авиации.
- Управление 4 авиакорпуса — Запорожье, в составе 22-й и 50-й авиадивизий ДД.

В случае войны в соответствии с планами ставки ВГК корпус должен был уничтожать цели в Румынии: нефтепромыслы в Плоешти, портовые сооружения на Дунае и в Констанце.
С началом войны 22-я дивизия получила задачу по уничтожению военно-морской базы Констанцы и железнодорожного узла Плоешти. Вылет состоялся 26 июня 1941 года, одно звено бомбило Бухарест, два звена - нефтепромыслы в Плоешти, два звена - порт Констанцы. Дивизия задачу выполнила успешно, но потеряла семь самолетов от атак истребителей противника.

## Базирование
Корпус базировался на территории Одесского военного округа
Штаб корпуса — Запорожье.

## Преобразование корпуса
4-й авиационный корпус дальней бомбардировочной авиации расформирован 18 августа 1941 года в соответствии с принятием новой военной доктрины в области создания резервов ставки ВГК на основании Приказа НКО СССР № 0064 от 13 августа 1941 года

## В действующей армии
В составе действующей армии с 22 июня 1941 года по 18 августа 1941 года, всего 63 дня

## Командир корпуса
- полковник Судец Владимир Александрович, период нахождения в должности — с 11 ноября 1940 года по 15 августа 1941 года

## В составе объединений
| Объединение                    | Период                  |
| ------------------------------ | ----------------------- |
| авиация Резерва Ставки ВГК     | 05.11.1940 — 22.06.1941 |
| Дальнебомбардировочная авиация | 22.06.1941 — 18.08.1941 |

## Соединения, части и отдельные подразделения корпуса
В состав корпуса входили:
- 22-я авиационная дивизия (Запорожье, Саки)[4]
  - 8-й дальнебомбардировочный авиационный полк, 69 самолётов ДБ-3ф (42 экипажа), аэродром Бекетовка (Запорожье);
  - 11-й дальнебомбардировочный авиационный полк, 54 самолётов ДБ-3, ДБ-3 (41 экипаж), аэродром Б. Токмак (Запорожье);
  - 21-й дальнебомбардировочный авиационный полк, 72 самолётов ДБ-3, ДБ-3 (50 экипажей), аэродром Саки;
- 50-я дальнебомбардировочная авиационная дивизия (ДБ-3) (Ростов-на-Дону, Новочеркасск)[4]
  - 81-й дальнебомбардировочный авиационный полк, 61 самолётов ДБ-3ф (50 экипажей), аэродром Хотунок (Новочеркасск);
  - 228-й дальнебомбардировочный авиационный полк, 10 самолётов ДБ-3ф, ДБ-3А (13 экипажей), аэродром Хотунок (Новочеркасск);
  - 229-й дальнебомбардировочный авиационный полк, 56 самолётов ДБ-3ф (45 экипажей), аэродром Ростов—Центральный;
  - 231-й дальнебомбардировочный авиационный полк, 19 самолётов ДБ-3ф (9 экипажей), аэродром Ростов—Центральный.
- 8-я дальнебомбардировочная авиационная дивизия, Скоморохи
  - 90-й дальнебомбардировочный авиационный полк, 60 самолётов ДБ-3ф (36 экипажей), аэродром Бронники (Скоморохи)
  - 93-й дальнебомбардировочный авиационный полк, 58 самолётов ДБ-3ф (45 экипажей), аэродром Журбенцы (Скоморохи)
  - 14-й тяжёлый бомбардировочный авиационный полк, 38 самолётов ТБ-3 (35 экипажа), аэродром Борисполь, Гоголев.
- 66-я авиационная дивизия (по 09.07.1941 г.)
  - 246-й истребительный авиационный полк
  - 295-й истребительный авиационный полк
  - 296-й истребительный авиационный полк (И-16)
  - 297-й истребительный авиационный полк

## Участие в операциях и битвах
Корпус принимал участие:
- Приграничные сражения с 22 июня 1941 года по 29 июня 1941 года
- Удары по Плоешти, Джурджу и Бухаресту 26 июня 1941 года
- Удары по танковым колоннам противника в районах Юров, Коростень, Житомир и отражение вражеского наступления на Уманском направлении с 10 июля 1941 года по 15 июля 1941 года